# Liste der Kulturdenkmale in Zschadraß
In der Liste der Kulturdenkmale in Zschadraß sind die Kulturdenkmale des Colditzer Ortsteils Zschadraß verzeichnet, die bis Mai 2024 vom Landesamt für Denkmalpflege Sachsen erfasst wurden (ohne archäologische Kulturdenkmale). Die Anmerkungen sind zu beachten.
Diese Aufzählung ist eine Teilmenge der Liste der Kulturdenkmale in Colditz.

## Zschadraß
| Bild                                    | Bezeichnung | Lage | Datierung                                                                                        | Beschreibung | ID       |
| --------------------------------------- | --- | --- | ------------------------------------------------------------------------------------------------ | --- | -------- |
| Direkt Bild zu diesem Denkmal hochladen | Kursächsischer Weinberg (Schlobachs Berg) mit waldartigem Park (Gartendenkmal), künstlicher Ruine, Einfriedungsmauern, Terrassierungen und Stützmauern, darin ein Sitznischenportal, sowie Gärtnerhaus                                 | (Flurstücke 209a, 209b, 209c, 209d, 209e) (Karte) | Um 1600 (Weinberg und Portal); Mitte 17. Jahrhundert (Gärtnerhaus); um 1890 (Waldpark und Ruine) | Kunsthistorisch bedeutendes Gärtnerhaus des 17. Jahrhunderts (zum Teil in Fachwerkbauweise), Weinberg mit Turm als künstlicher Ruine, mit Terrassenanlage, künstlichem Wasserfall, germanischer Kultstätte und landschaftlichen Partien, von überörtlicher garten- und kunstgeschichtlicher sowie kulturhistorischer Bedeutung. Zweigeschossig, Erdgeschoss verputzter Bruchstein, Obergeschoss verputztes Fachwerk, Erdgeschossfenster mit profiliertem Gewände in Rochlitzer Porphyrtuff, Satteldach mit Dachhecht und Fledermausgaube, Sitznischenportal in Porphyrtuff, unverputzte Bruchsteinmauer als Substruktion. - Weinbergturm: künstliche Ruine aus Bruchsteinen errichtet - Geschichte: Terrassierter Weinberg, 1610 von Kurfürstin Sophie beauftragt, und anschließender Waldpark (Schlobachs Berg) am nach Süden geneigten Hang des Hainberges, Ende des 19. Jahrhunderts zum romantischen Park gestaltet. Eigentümer Familie Schlobach, Pacht (Sanierung und Betreuung) durch Verein „Umwelt & Kultur Colditz e. V.“. - Barockes Winzerhaus mit Einfriedung, darin ein Sitznischenportal (siehe Erfassung Gebäude), Zugang zum Weinberg von Süden (Straße Am Hainberg). System aus aufwärts führenden Treppen (Bruchstein), Durchgängen (teilweise mit Bildnischen und Grotten) und Toren erschließen die Weinbergterrassen aus Bruchstein-Stützmauern (überwiegend saniert). Weinanbau-Versuche auf den Terrassen. - 1890 erbaute künstliche Ruine („Kleine Hainburg“) als Bekrönung des Weinberges (Schlussstein im Torbogen mit Inschrift „RS/1890“, Gewände und Schlussstein Porphyrtuff), östlich flankiert von Aussichtsplatz mit Rosskastanie und Bänken. Weinbergturm mit Aussichtsplattform (zugänglich, saniert). Aussicht ins Muldental und zum Schloss Colditz, Gebäude mit Terrassenmauern seinerseits Landmarke über dem Muldental. Nördlich des Staffagebaus Platz mit Stützmauer (Bruchstein, saniert). - Eintritt in östlich anschließenden Hangwald durch Torbogen mit Schlussstein aus Rochlitzer Portphyr (Wappen), Waldparkgestaltung mit landschaftlichen Wegen, teilweise durch Stützmauern abgefangen, Brücke, künstlicher Bachlauf (Wasserfall) und Teich, Sitzplatz mit Bruchstein-Stützmauer hinterfangen, Findlinge. - Laubmischwald, einzelne Starkbäume, Gelände stark bewegt - Einfriedung: Reste einer langgestreckten Bruchsteinmauer als nördlicher Abschluss, landschaftsprägend | 08973037 |
| Direkt Bild zu diesem Denkmal hochladen | Doppelwohnhaus (Einzeldenkmal der Sachgesamtheit 09304143) | Am Hainberg 34, 35 (Karte) | 1912–1913                                                                                        | Einzeldenkmal der Sachgesamtheit der ehemaligen Heil- und Pflegeanstalt Zschadraß; Putzbau im Reformstil der Zeit um 1910, errichtet für die Ärzte des psychiatrischen Krankenhauses, bau-, orts- und landesgeschichtlich von Bedeutung. Eingeschossig, mit hohem Mansarddach, Edelputz. | 08971221 |
|                                         | Klinikgebäude (Einzeldenkmal der Sachgesamtheit 09304143) | Am Hainberg 36a (Karte) | 1913–1914                                                                                        | Einzeldenkmal der Sachgesamtheit der ehemaligen Heil- und Pflegeanstalt Zschadraß; Bau der Erweiterungsphase von 1913/1914, Putzbau im Reformstil der Zeit um 1910, bau-, orts- und landesgeschichtlich von Bedeutung. Zweigeschossig, mit hohem Mansarddach, Vorbauten und Loggien, Edelputz, in letzter Zeit nicht denkmalgerecht saniert. | 08971219 |
| Direkt Bild zu diesem Denkmal hochladen | Doppelwohnhaus (Einzeldenkmal der Sachgesamtheit 09304143) | Am Tiergarten 1, 2 (Karte) | 1912–1913                                                                                        | Einzeldenkmal der Sachgesamtheit der ehemaligen Heil- und Pflegeanstalt Zschadraß; Putzbau im Reformstil der Zeit um 1910, errichtet für die Ärzte der Heil- und Pflegeanstalt, bau-, orts- und landesgeschichtlich von Bedeutung. Eingeschossig, mit hohem Mansarddach, Edelputz. | 08971222 |
| Direkt Bild zu diesem Denkmal hochladen | Wohngebäude (Einzeldenkmal der Sachgesamtheit 09304143) | Collmener Straße 34 (Karte) | 1912–1913                                                                                        | Einzeldenkmal der Sachgesamtheit der ehemaligen Heil- und Pflegeanstalt Zschadraß; Bau der Erweiterungsphase von 1913/1914, Putzbau im Reformstil der Zeit um 1910, für Anstaltspersonal errichtet, bau-, orts- und landesgeschichtlich von Bedeutung. Zweigeschossig mit zum Vollgeschoss ausgebautem Dachgeschoss, Edelputz, breites profiliertes Traufgesims, Schieferdach, zwei Risalite mit Haubenbekrönung. | 08971223 |
| Direkt Bild zu diesem Denkmal hochladen | Klinikgebäude (Einzeldenkmal der Sachgesamtheit 09304143) | Collmener Straße 35a (Karte) | 1913–1914                                                                                        | Einzeldenkmal der Sachgesamtheit der ehemaligen Heil- und Pflegeanstalt Zschadraß; Bau der Erweiterungsphase von 1913/1914, Putzbau im Reformstil der Zeit um 1910, bau-, orts- und landesgeschichtlich von Bedeutung. Zweigeschossig, mit hohem Mansarddach, Vorbauten und Loggien, Edelputz, in letzter Zeit nicht denkmalgerecht saniert. | 08971220 |
|                                         | Ehemalige Heil- und Pflegeanstalt Zschadraß (Sachgesamtheit) | Im Park 1a, 1b, 2a, 2b, 3b, 4a, 5b, 6a, 6b, 7a, 8a, 8b, 9a, 9b, 10a, 10b, 11b, 12b, 13a, 13b, 14a, 14b, 15a, 15b, 16a, 22a, 23a (und weitere) (Karte) | 1894–1899                                                                                        | Sachgesamtheit ehemalige Heil- und Pflegeanstalt Zschadraß mit folgenden Einzeldenkmalen: Wohn-, Wirtschafts- und Verwaltungsgebäude, Kirche (Nr. 7a), Wasserturm, Festsaal-Gebäude (Nr. 6a), Ummauerungen der geschlossenen Abteilungen und Heizhaus (Nr. 4b) (08971215, Im Park 1a–22a), Wohnhaus und Krankenbaracke für Frauen I. und II. Klasse (08971216, Im Park 15b, 23a), zwei ehemalige Wohn- und Wirtschaftsgebäude (08971225 und 08971224, Zschadraßer Dorfstraße 4, 6), Klinikgebäude (08971217, Zschadraßer Hauptstraße 19b, 20b), Doppelwohnhaus (08971221, Am Hainberg 34, 35), Klinikgebäude (08971219, Am Hainberg 36b), Doppelwohnhaus (08971222, Am Tiergarten 1, 2), Wohngebäude (08971223, Collmener Straße 34), Klinikgebäude (08971220, Collmener Straße 35a) und ehemaliges Wohngebäude (08970092, Zschadraßer Hauptstraße 26) weiterhin Anstaltsgarten (Gartendenkmal) und Friedhof (Gartendenkmal) mit Parentationshalle (08971218, Zschadraßer Hauptstraße 26a) sowie mit folgenden Sachgesamtheitsteilen: weitere Wohn- und Wirtschaftsgebäude (u. a. Zschadraßer Dorfstraße 2); zusammenhängende, 1894–1899 entstandene Anlage im Pavillonsystem, Erweiterung 1913/1914, von Parkgelände umgeben, mit freistehenden, meist zweigeschossigen, in gelbem Klinker ausgeführten Wohn-, Wirtschafts- und Verwaltungsgebäuden, baugeschichtlich, ortsgeschichtlich und landesgeschichtlich von Bedeutung. Geschichte: 1868 Friedrich August Hermann Voppel, Direktor der Landesversorgungsanstalt (Irrenanstalt) auf Schloss Colditz, gründete in Zschadraß eine agricole Außenkolonie der Anstalt, Kauf erster Gebäudebestände, Beginn der Umbauarbeiten an den vorhandenen Bauerngütern. 1878–1889 Ankauf weiterer Bauerngüter und Auszugshäuser durch die Anstalt Colditz. 1894 Gründung der Heil und Pflegeanstalt Zschadraß als wirtschaftlich und verwaltungstechnisch selbstständige Klinik (Abtrennung von der Mutteranstalt Colditz). 1894–1912 Bau von Kranken- und Nebengebäuden, z. B. Festsaal, Kirche (1895), Wirtschaftsgebäude, Verwaltungsgebäude und Beamtenwohnungen (1895). 1913–1914 Erweiterung des Klinikareals nach Norden und Südwesten durch Neubau weiterer vier Krankengebäude und der Wäscherei. Nach 1945 Entwicklung zu einer anerkannten Heilstätte für Tuberkulosekranke und Lungenchirurgie. - Bauliche Schutzgüter: - Gebäude: Klinikbauten einschließlich der dazugehörigen Nebengebäude - Einfriedung: Einfriedungsmauer aus rotem Klinker um die geschlossenen Abteilungen - Wegesystem: engmaschiges System aus übergeordneten und untergeordneten Wegen im gemischten Stil, gebäudebezogenen Wege zum Teil verschwunden, Wege teilweise noch in wassergebunderer Decke (zumeist aber Asphalt) - Ausstattung: Bänke aus der Entstehungszeit - Vegetation: - ehemals geschnittene Allee aus Linden (Tilia spec.) von der Kirche nach Osten führend - Reste eines oval um die Kirche angeordneten Baumrondells aus Rosskastanien (Aesculus hippocastanum) - wertvoller Altgehölzbestand aus u. a. Sommer-Linde (Tilia platyphyllos), Winter-Linde (Tilia cordata), Rot-Buche (Fagus sylvatica), Rosskastanie (Aesculus hippocastanum), Rot-Eiche (Quercus rubra), Sumpf-Eiche (Quercus palustris), Berg-Ahorn (Acer speudoplatanus), Spitz-Ahorn (Acer platanoides), Esche (Fraxinus excelsior) und Flatter-Ulme (Ulmus laevis), alte Exemplare weißblühenden Rhododendrons, geschnittene Hainbuchen-Hecken (Carpinus betulus) - Sonstige Schutzgüter: - Blickbeziehung: von/nach Süden und Osten noch ungestört, im Norden und Westen durch Neubauten verdeckt, innerhalb der Anlage Blick auf die Kirche von Norden her gestört, - Friedhof: ehemaliger Anstaltsfriedhof, heute südlicher Teil geschlossen, geometrisch gestaltet, orthogonales Wegesystem mit wassergebundener Deck, Wege im südlichen Bereich überwachsen, Nordgrenze durch Holzlattenzaun eingefriedet, nördlich des Friedhofs entlang der Friedhofsgrenze Baumreihe aus Winter-Linden (Tilia cordata), südlich der Parentationshalle Rhododendronbestände, im südlichen Bereich lückenhafte, von Norden nach Süden verlaufende Alleen bzw. Baumreihen aus Linden | 09304143 |
| Weitere Bilder                          | Wohn-, Wirtschafts- und Verwaltungsgebäude, Kirche (Nr. 7a), Wasserturm (Technisches Denkmal), Festsaal-Gebäude (Nr. 6a), Ummauerungen der geschlossenen Abteilungen und Heizhaus (Nr. 4b), Einzeldenkmale der Sachgesamtheit 09304143 | Im Park 1a, 1b, 2a, 2b, 3b, 4a, 4b, 5a, 5b, 6a, 6b, 7a, 8a, 8b, 9a, 9b, 10a, 10b, 11b, 12b, 13a, 13b, 14a, 14b, 15a, 16a, 22a (Karte)                 | 1894–1899 (Heilanstalt); 1894 (Wasserturm); 1895 (Anstaltskirche)                                | Einzeldenkmale der Sachgesamtheit der ehemaligen Heil- und Pflegeanstalt Zschadraß; zusammenhängende, 1894–1899 entstandene Anlage im Pavillonsystem mit freistehenden, meist zweigeschossigen, in gelbem Klinker ausgeführten Wohn-, Wirtschafts- und Verwaltungsgebäuden, bau-, orts- und landesgeschichtlich von Bedeutung. Satteldächer, gelbe Klinker. - Wasserturm: Ausladender, verschieferter Wasserbehälter über oktogonalem Unterbau und rundem Mittelteil in Ziegel; Der Wasserturm wurde 1894 im Zuge der großen Erweiterungsphase der Heil- und Pflegeanstalt nach deren Unabhängigkeit von der Colditzer Anstalt auf dem höchsten Punkt des Geländes errichtet. Es handelt sich um einen schlanken, sich konisch verjüngenden Turm aus gelbem Klinkermauerwerk, dessen verschiefertes Behältergeschoss über einer Hohlkehle weit auskragt. Der polygonale Sockel des Turmes ist zweigeschossig und wird im zweiten Geschoss von großen, sechsteiligen Fenstern belichtet. Die Bauwerkskanten werden jeweils durch rote Ziegel akzentuiert, den Übergang zum runden Turmschaft bildet ein über kleinen Konsolen ausgestelltes und verputztes Gesims. Alle weiteren Turmgeschosse werden versetzt von schmalen, mit roten Klinkern gerahmten Fenstern belichtet. Der 100 m³ fassende Wasserbehälter wurde mit Wasser aus den Teichmannswiesen gespeist, welches mit Elektropumpen gefördert und in einer Filteranlage (Enteisenungsanlage) aufbereitet wurde. Als Teil der ehemaligen Heil- und Pflegeanstalt Zschadraß zeugt der Wasserturm von der wirtschaftlichen Entwicklung und autarken Bewirtschaftung des Geländes am ausgehenden 19. Jahrhundert. In seiner charakteristischen Form mit dem weit ausgestellten Wasserbehälter prägt er das Ortsbild von Zschadraß. Er ist somit von bau- und technikgeschichtlichem Wert. - Wohn-, Wirtschafts- und Verwaltungsgebäuden: Satteldächer, Schmuck- und Gliederungselemente in roten Klinkern, Fenster mit Sandsteingewänden, als Giebelzier Hängewerke - Kirche (Nummer 7a): Saalbau in historisierenden Formen - Festsaal (Nummer 6a): große rundbogige Fenster, zentrale Lage in Nachbarschaft zur Kirche - Heizhaus (Nummer 4b) | 08971215 |
| Direkt Bild zu diesem Denkmal hochladen | Wohnhaus und Krankenbaracke für Frauen I. und II. Klasse (Einzeldenkmale der Sachgesamtheit 09304143) | Im Park 15b, 23a (Karte) | 1870 (Haus Nr. 23a); 1877 (Haus Nr. 15b)                                                         | Einzeldenkmale der Sachgesamtheit der ehemaligen Heil- und Pflegeanstalt Zschadraß; Wohnhaus noch aus der Zeit der agricolen Kolonie der Irrenanstalt Colditz stammend, bau-, orts- und landesgeschichtlich von Bedeutung. Wohnhaus mit Bruchsteinsockel, Klinkerband, Putzgliederung und Satteldach, Baracke: zweigeschossig, massives Erdgeschoss über Bruchsteinsockel, verputzt, Fachwerk-Obergeschoss mit Holzverschalung, sehr flachgeneigtes Satteldach mit weitem Traufüberstand. | 08971216 |
| Direkt Bild zu diesem Denkmal hochladen | Wohngebäude (Einzeldenkmal der Sachgesamtheit 09304143) | Zschadraßer Dorfstraße 4 (Karte) | 1871, im Kern wohl älter                                                                         | Einzeldenkmal der Sachgesamtheit der ehemaligen Heil- und Pflegeanstalt Zschadraß; gehörte zur ehemaligen agricolen Kolonie der Irrenanstalt Colditz, ursprünglich Teil eines für die psychiatrische Anstalt umgebauten Bauernhofes, sogenanntes Hauptgut, zur Sachgesamtheit ehemaliges Psychiatriekrankenhaus gehörend, bau-, orts- und landesgeschichtlich von Bedeutung. Ziegelbau über Natursteinsockel, verputzt, Satteldach, Gewände in Naturstein. | 08971224 |
| Direkt Bild zu diesem Denkmal hochladen | Ehemaliges Wohn- und Wirtschaftsgebäude (Einzeldenkmal der Sachgesamtheit 09304143) | Zschadraßer Dorfstraße 6 (Karte) | Um 1895                                                                                          | Einzeldenkmal der Sachgesamtheit der ehemaligen Heil- und Pflegeanstalt Zschadraß; gehörte zur ehemaligen agricolen Kolonie der Irrenanstalt Colditz, ursprünglich Teil eines für die psychiatrische Anstalt umgebauten Bauernhofes, sogenanntes Hauptgut, zur Sachgesamtheit ehemaliges Psychiatriekrankenhaus gehörend, bau-, orts- und landesgeschichtlich von Bedeutung. Klinkerbau über Natursteinsockel, giebelständig, in ehemaliges Bauerngut eingefügt, zur Sachgesamtheit ehemaliges Psychiatriekrankenhaus gehörend. | 08971225 |
| Direkt Bild zu diesem Denkmal hochladen | Dreiseithof, bestehend aus ehemaligem Wohnhaus, sogenanntem Krankenhausneubau des Seitengebäudes und ehemaliger Scheune, weiterhin Hofpflasterung, Toranlage und Einfriedung                                                           | Zschadraßer Dorfstraße 9 (Karte) | 1868–1869                                                                                        | Teil des psychiatrischen Krankenhauses Zschadraß, erstes für die agricole Kolonie der Irrenanstalt Colditz umgenutztes Bauerngut, bau-, orts- und landesgeschichtlich von Bedeutung. - Wohnhaus: zweigeschossig, massiv in Bruchstein und Ziegel, verputzt, hohes Satteldach, zum Teil Natursteingewände - sogenanntem Krankenhausneubau anstelle des Auszugshauses: zweigeschossig, massiv in Naturstein und Ziegel, Satteldach, Natursteingewände, 1869 errichtet - ehemaliger Scheune: massiv, verputzt, hohes Satteldach | 08971226 |
| Direkt Bild zu diesem Denkmal hochladen | Häuslerhaus | Zschadraßer Dorfstraße 11 (Karte) | 1. Hälfte 19. Jahrhundert                                                                        | Für Kulturlandschaft bedeutsam, mit Fachwerk-Obergeschoss, sozialgeschichtlich von Interesse. Zweigeschossiges Wohnhaus, Erdgeschoss massiv, verputzt, Obergeschoss Fachwerk, Satteldach, dieses sowie Giebel verschiefert. | 08971227 |
|                                         | Zwei Klinikbauten der Erweiterungsphase (Einzeldenkmale der Sachgesamtheit 09304143) | Zschadraßer Hauptstraße 19b, 20b (Karte) | 1913–1914                                                                                        | Einzeldenkmale der Sachgesamtheit der ehemaligen Heil- und Pflegeanstalt Zschadraß; Putzbauten im Reformstil der Zeit um 1910, bau-, orts- und landesgeschichtlich von Bedeutung. Zweigeschossig, mit hohen Mansarddächern, Vorbauten und Loggien, Edelputz. | 08971217 |
| Direkt Bild zu diesem Denkmal hochladen | Ehemaliges Wohngebäude (Einzeldenkmal der Sachgesamtheit 09304143) | Zschadraßer Hauptstraße 26 (Karte) | 1894–1899                                                                                        | Einzeldenkmal der Sachgesamtheit der ehemaligen Heil- und Pflegeanstalt Zschadraß; gründerzeitlicher Klinkerbau, bau-, orts- und landesgeschichtlich von Bedeutung. Klinkerbau über Natursteinsockel, zwei Seitenflügel zweigeschossig durch eingeschossigen Mittelbau verbunden, ehemaliges Klinikgebäude Nummer 26A. | 08970092 |
| Direkt Bild zu diesem Denkmal hochladen | Parentationshalle des ehemals zur Heil- und Pflegeanstalt Zschadraß gehörenden Anstaltsfriedhofs (Einzeldenkmal der Sachgesamtheit 09304143)                                                                                           | Zschadraßer Hauptstraße 26a (Karte) | 1894–1899                                                                                        | Einzeldenkmal der Sachgesamtheit der ehemaligen Heil- und Pflegeanstalt Zschadraß; bau-, orts- und landesgeschichtlich von Bedeutung. Roter Ziegelbau, mit Schmuckformen in gelbem Klinker, Satteldach mit Hängewerk. | 08971218 |

## Tabellenlegende
- Bild: Bild des Kulturdenkmals, ggf. zusätzlich mit einem Link zu weiteren Fotos des Kulturdenkmals im Medienarchiv Wikimedia Commons. Wenn man auf das Kamerasymbol klickt, können Fotos zu Kulturdenkmalen aus dieser Liste hochgeladen werden:
- Bezeichnung: Denkmalgeschützte Objekte und ggf. Bauwerksname des Kulturdenkmals
- Lage: Straßenname und Hausnummer oder Flurstücknummer des Kulturdenkmals. Die Grundsortierung der Liste erfolgt nach dieser Adresse. Der Link (Karte) führt zu verschiedenen Kartendiensten mit der Position des Kulturdenkmals. Fehlt dieser Link, wurden die Koordinaten noch nicht eingetragen. Sind diese bekannt, können sie über ein Tool mit einer Kartenansicht einfach nachgetragen werden. In dieser Kartenansicht sind Kulturdenkmale ohne Koordinaten mit einem roten bzw. orangen Marker dargestellt und können durch Verschieben auf die richtige Position in der Karte mit Koordinaten versehen werden. Kulturdenkmale ohne Bild sind an einem blauen bzw. roten Marker erkennbar.
- Datierung: Baubeginn, Fertigstellung, Datum der Erstnennung oder grobe zeitliche Einordnung entsprechend des Eintrags in der sächsischen Denkmaldatenbank
- Beschreibung: Kurzcharakteristik des Kulturdenkmals entsprechend des Eintrags in der sächsischen Denkmaldatenbank, ggf. ergänzt durch die dort nur selten veröffentlichten Erfassungstexte oder zusätzliche Informationen
- ID: Vom Landesamt für Denkmalpflege Sachsen vergebene, das Kulturdenkmal eindeutig identifizierende Objekt-Nummer. Der Link führt zum PDF-Denkmaldokument des Landesamtes für Denkmalpflege Sachsen. Bei ehemaligen Kulturdenkmalen können die Objektnummern unbekannt sein und deshalb fehlen bzw. die Links von aus der Datenbank entfernten Objektnummern ins Leere führen. Ein ggf. vorhandenes Icon  führt zu den Angaben des Kulturdenkmals bei Wikidata.